# Kamienica królowej Marysieńki w Jarosławiu
Kamienica Królowej Marysienki – jeden z zabytków architektury mieszczańskiej w Jarosławiu.
Wzniesiona w końcu XVI wieku. Własność wójta Olbrachta Rubinowskiego w I połowie XVII wieku następnie Jana „Sobiepana” Zamoyskiego i jego żony Marii Kazimiery późniejszej Sobieskiej. W końcu XVIII wieku przebudowana w stylu klasycznym. W połowie XIX wieku własność księcia Konstantego Czartoryskiego. Wyróżnia się klasycyzującą elewacją i reprezentacyjną „wielką izbą” im. Romualda Ostrowskiego. Obecnie siedziba Stowarzyszenia Miłośników Jarosławia.

## Literatura
- Zbigniew Zięba Przewodnik Szlak historyczny miasta Jarosławia – folder
- Tablica informacyjna w ramach projektu „Jarosławski Park Kulturalny”